# Carylla flavipes
Carylla flavipes är en insektsart som först beskrevs av Fabricius 1793.  Carylla flavipes ingår i släktet Carylla och familjen syrsor. Inga underarter finns listade i Catalogue of Life.